# Knochen (Raschau-Markersbach)
Der Knochen zwischen Raschau-Markersbach und Schwarzenberg ist ein 551,4 Meter ü. NN. hoher Härtling im sächsischen Erzgebirge.

## Beschreibung
Die Anhöhe erhebt sich etwa 100 Meter oberhalb der Sohlen des nördlich verlaufenden Schwarzbachtales und des Grundes der Großen Mittweida im Süden und wird von mehreren Erzgängen und -lagern durchzogen. In diesem kommen Buntmetall-Skarne, die zum Teil als Kieslager ausgebildet sind und Pyrit führen, sowie Gänge einer Bismut-Cobalt-Nickel-Silber-Formation vor.
Bereits im 17. Jahrhundert wurden im Knochen zahlreiche Gruben betrieben. Zu den bedeutendsten Bergwerken zählte neben Seegen Gottes, St. Paulus und Drei Brüder die Allerheiligen-Fundgrube, in der 1713 Silber-, Bismut- und Cobalterze gefördert wurden. Neben dem Bergwerk entstand in der Mitte des 18. Jahrhunderts eine Vitriol- und Schwefelhütte, die seit 1818 in fünf Öfen auch Arsenik gewann, das an Farbenfabriken in Hamburg, Frankreich und Österreich verkauft wurde. Nachdem die Allerheiligenhütte in Raschau wegen der staatlichen Konkurrenz aus Freiberg 1871 zwischenzeitlich ihren Betrieb eingestellt hatte, wurde sie von Beierfeld aus 1876 noch einmal in Gang gesetzt.

## Trivia
Die erzgebirgische Musikgruppe De Original Rascher vom Knochen haben sich nach dem Knochen in Raschau benannt.